# Jacques Dedelley
Jacques Dedelley (* 24. März 1694 in Delley; † 28. Juni 1757 in Ingolstadt) war ein Schweizer Jesuit, Theologe und Philosoph.
Dedelley wurde als Sohn des Ehepaares Antoine Dedelley und Marie Verdon geboren. Er besuchte zunächst das Kolleg in Freiburg. Im Alter von zwanzig Jahren trat er der Gesellschaft Jesu bei. Zwischen 1716 und 1720 absolvierte er in Pruntrut sein Magisterium und begann 1720 an der Universität Ingolstadt Theologie zu studieren.
Nach der Priesterweihe lehrte er für einige Jahre in Freiburg und Pruntrut Rhetorik und Philosophie. In dieser Zeit entstand sein bedeutendstes Werk Summulae logicae, das mehrfach aufgelegt wurde und weite Verbreitung fand.
Nach seiner Promotion an der Universität Ingolstadt 1730 erhielt er dort eine Professur für Logik und ab 1733 eine für Metaphysik. Danach war Dedelley als Dozent in Amberg und in Freiburg im Breisgau tätig.
Später arbeitete er als Rektor verschiedener Kollegien, darunter von 1748 bis 1749 am Jesuitenkollegium in Dillingen und von 1749 bis 1752 am Kolleg in Pruntrut.

## Werke (Auswahl)
- Philosophia moralis, Ingolstadt 1733: Digitalisat bei Google Books (letzter Aufruf 24. Februar 2009)
- Summulae logicae, Nürnberg und Augsburg 1751: Digitalisat bei Google Books (letzter Aufruf 24. Februar 2009)